# Parkes (New South Wales)
Parkes ist eine Kleinstadt im australischen Bundesstaat New South Wales, etwa 350 Kilometer westlich von Sydney gelegen. Sie hat knapp 10.000 Einwohner (2021), gehört aber gerade nicht mehr zu den 100 größten Städten Australiens.

## Geschichte
Die Gegend zwischen Lachlan River, Bogan River und Little River wurde schon vor rund 40.000 Jahren von den Wiradjuri bewohnt.
Eine Mitte des 19. Jahrhunderts unter dem Namen Currajong gegründete Siedlung erhielt 1873 zu Ehren des amtierenden Premierministers von New South Wales Henry Parkes ihren heutigen Namen.

## Wirtschaft und Verkehr
Knapp 30 Kilometer nordwestlich der Stadt liegt mit der Northparkes Mine eine der bedeutendsten Kupferminen Australiens. Etwa 20 Kilometer nördlich der Stadt befindet sich zudem das Parkes-Observatorium der Commonwealth Scientific and Industrial Research Organisation.
Parkes liegt an der Kreuzung von Newell Highway mit Castlereagh Highway sowie an der Eisenbahnlinie, die den Indian Pacific von Sydney über Adelaide ins 4.000 Kilometer entfernte Perth führt. Vorwiegend verkehren hier jedoch Güterzüge unter anderem mit Doppelstock-Containerzügen.
1989 stellte die Dampflokomotive Flying Scotsman einen fast 700 Kilometer Non-Stop-Langstrecken-Weltrekord von Parkes nach Broken Hill auf.
Der Parkes Airport trägt den IATA-Flughafencode PKE.

## Politik und Kultur

### Sport
Im Pioneer Oval, dem örtlichen Stadion, das mit über 12.000 Plätzen mehr Zuschauer fasst, als Parkes Einwohner zählt, fanden bereits Rugby-Spiele mit internationaler Beteiligung statt.

### Städtepartnerschaft
Parkes unterhält seit 1956 eine Gemeindepartnerschaft mit Coventry in  England, Vereinigtes Königreich, in dessen Vorort Canley der Namensgeber der Stadt Henry Parkes geboren wurde.

## Persönlichkeiten
- Rex Aubrey (1935–2021), Schwimmer
- June Bevan (* 1931), Badmintonspielerin
- Stephen Davies (* 1969), Hockeyspieler
- Trixie Gardner, Baroness Gardner of Parkes (1927–2024), Zahnärztin und Politikerin
- James McGirr (1890–1957), Politiker